# 天主教阿拉卡茹总教区
天主教阿拉卡茹總教區（拉丁語：Archidioecesis Aracaiuensis）是羅馬天主教在巴西的一個教省總教區，下轄兩個教區。
1910年1月3日成立教區，1960年4月30日升為總教區。包括塞爾希培州廿八市，2012年有教友1,069,000人，佔轄區總人口84.0%。教區下轄八十八個堂區，有135名司鐸。現任教區總主教為若瑟·帕爾梅拉·萊薩。